# Salurnis granulosa
Salurnis granulosa är en insektsart som beskrevs av Stsl 1870. Salurnis granulosa ingår i släktet Salurnis och familjen Flatidae.
Artens utbredningsområde är Filippinerna. Inga underarter finns listade i Catalogue of Life.